# Megastethodon rubrifer
Megastethodon rubrifer är en insektsart som först beskrevs av Walker 1870.  Megastethodon rubrifer ingår i släktet Megastethodon och familjen spottstritar. Inga underarter finns listade i Catalogue of Life.